# 리오스 로사스역
리오스 로사스 역(스페인어: Ríos Rosas)은 마드리드 지하철 1호선의 역이다. 마드리드의 참베리 구의 산타 엔가르시아 거리 지하에 위치해 있다. 역명은 스페인의 정치가 안토니오 데 로스 리오스 로사스에서 따왔다. 요금구역상으로는 A구역에 속한다.

## 역사

1919년 당시 마드리드 지하철 1호선 노선도

1919년 10월 17일 알폰소 13세의 완공선언과 함께 마드리드 지하철 1호선 첫 구간 (콰트로 카미노스 - 솔)이 개통되었을 당시 문을 열었던 8개 역 중 하나다. 역사가 상당히 오래된 역이지만 2005년에 내부 리모델링을 한차례 진행했기 때문에 옛 흔적은 찾기 어렵다.
2016년 7월 3일부터 1호선 도심구간에 해당되는 플라사 데 카스티야-시에라 데 과달루페 구간이 시설정비 공사로 임시 운행중단되면서 영업을 일시 중단하였다. 공사 작업 완료일은 2016년 11월 경이 될 것으로 예측되었고 11월 13일에 모든 작업이 끝나 마지막으로 남아있던 콰트로 카미노스-아토차 렌페 구간이 재개통하면서 이 역도 다시 문을 열었다.

## 환승 정보
이 역에서는 다른 지하철 노선과 환승되지 않는다. 바로 다음 역인 콰트로 카미노스 역에서 2호선과 6호선을 이용할 수 있다.
역 주변에는 시내버스 정류장이 총 두 곳 있으며 그중 리오스 로사스 역 정류장 (METRO RÍOS ROSAS)에서는 야간노선도 경유한다. 시외버스 노선은 다니지 않는다.
| 마드리드 지하철                    | 마드리드 지하철       | 마드리드 지하철       |
| ---------------------------------- | --------------------- | --------------------- |
| 콰트로 카미노스 피나르 데 차마르틴 | 마드리드 지하철 1호선 | 이글레시아 발데카로스 |